# Хаттон, Ричард
Ричард Хаттон (англ. Richard Hutton) — британский стрелок, бронзовый призёр летних Олимпийских игр.
Хаттон принял участие в летних Олимпийских играх в Лондоне в стендовой стрельбе. Он стал бронзовым призёром в командной стрельбе.